# 高魯 (天文學家)

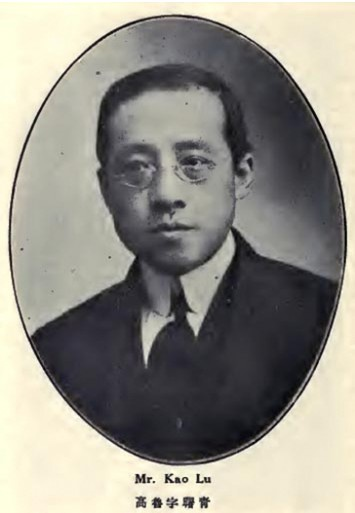
高魯

高魯（1877年5月16日—1947年6月26日），字曙青，號叔欽，福建福州长乐龍門鄉人，中國天文學家。

## 生平
1894年就学于福州九彩园，1897年就讀於福建馬尾海軍學堂造船班。1905年以優異成績保送入讀比利時布鲁塞尔自由大学，1909年在該校工科畢業。
1909年參與同盟會在巴黎的分支組織活動；中華民國成立該年被任命為國民政府秘書兼內務部疆理司司長，同年成立中央觀象台（即紫金山天文台之前身），以取代清朝欽天監的曆算工作，高魯則被時任教育部長的蔡元培邀請任首任台長，另與常福元兼任技正，以作編曆工作。1915年成立編輯室，組織編撰《觀象叢報》，並不斷向國民政府倡議建立現代化天文台。
1919年被教育部派遣至歐洲，任駐歐留學生監督至1921年續任中央觀象台長，1922年10月30日成立中國天文學會任其首任會長與總秘書（參與行政事務至1942年該會第18屆年會）；1926年投奔廣州國民政府。1927年任南京國民政府教育行政委員會秘書、大學院秘書，1928年4月至年底任中央研究院天文研究所秘書代所長，1929年初被委派為中國駐法國公使至1931年，回國後被行院委任為教育部長至1932年6月被改任監察院委，在任中與蔡元培一同以倡議爭取撥款的方式與實地考察選址繼續推動紫金山天文台的建立，1930年代初成為該台特約研究員；1941年該台南遷至昆明，任通信研究員至1942年。
高魯在1942年因車禍受重傷，休養期間停止一切職務，康復後任閩浙監察使，於1943年元旦在福州紀念一二八事變大會演說時因中風昏倒，經搶救復健；1944年10月被免去監察使，改任監察院監委員。抗戰勝利後感染肺炎臥病在床，但因經濟拮据，需由妻子以高本人積蓄加上典當換得醫藥開銷，1947年在福州病逝。

## 纪念
2002年10月30日在紫金山天文台樹立高魯全身銅像（高1.7米）以作紀念。

## 著作
高魯著有《圖解天文學》、《日晷通論》、《星象統箋》、《中央觀象臺過去與未來》、《相對論原理》，另外他於1929年始創天璇式中文打字機，送至巴拿馬國際博覽會展出並獲獎。

## 外部連結
- 紫金山天文台歷任台長:高魯簡介 （页面存档备份，存于）
- 安德鲁森愿出巨资赞助“福建天文台”筹建，2004年8月31日東南快報
- 高魯簡介，刊於福州《長樂市誌》